# ديك كلارك (لاعب كرة سلة)
ديك كلارك (بالإنجليزية: Dick Clark)‏ (5 يناير 1944 بفندلي في الولايات المتحدة - 4 سبتمبر 1988) هو لاعب كرة سلة أمريكي في مركز مدافع مسدد الهدف.

## وصلات خارجية
- ديك كلارك على موقع سبورتس رفرنس (الإنجليزية)
- ديك كلارك على موقع كلية كرة السلة في سبورتس رفرنس.كوم (الإنجليزية)